# 細工町 (新宿區)
細工町（日语：／ Saikumachi */?）是東京都新宿區的町名。已實施住居表示，不設丁目。當地人口有482人（2013年8月1日）。郵遞區號為162-0838。

## 地理
位於新宿區東部。北與箪笥町之間以大久保通為界，東與北町及中町之間以牛込中央通為界，南鄰納戶町，西接南山伏町。1911年（明治44年）前稱為「牛込細工町」。
大久保通與牛込中央通沿線多公寓大樓與商店，其他地區主要是住宅地。

## 歷史
1990年（平成2年），與近鄰五町實施住居表示，繼承舊町名。

### 地名由來
此地為御細工方同心組屋敷而得名。細工方是幕府負責馬具、武具等精美工藝的工匠。

## 交通
本地沒有鐵路車站，可利用都營大江戶線牛込神樂坂站。

## 設施
- NTT牛込大樓

## 備註
1. ↑  『角川日本地名大辞典 13　東京都』、角川書店、1991年再版、P873
2. ↑  .   [2013-08-10]. （原始内容存档于2014-08-19）.

## 外部連結
- 新宿區役所 （页面存档备份，存于）